# Thiel-sur-Acolin
Thiel-sur-Acolin település Franciaországban, Allier megyében. Lakosainak száma 1036 fő (2022. január 1.). Thiel-sur-Acolin Beaulon, Chapeau, Chevagnes, Dompierre-sur-Besbre, Lusigny, Montbeugny, Saint-Pourçain-sur-Besbre és Vaumas községekkel határos.

## Népesség
A település népessége az elmúlt években az alábbi módon változott:
| Lakosok száma | 1192 | 1083 | 925  | 959  | 1012 | 1107 | 1125 | 1095 | 1035 | 1036 |
|               | 1968 | 1982 | 1999 | 2006 | 2011 | 2015 | 2017 | 2018 | 2020 | 2022 |